# Nosy Be
Nosy Be, najveći je i turistički najpoznatiji otok na sjeverozapadu Madagaskara s 36 636 stanovnika u pokrajini Diana.
Nosy Be na malgaškom znači Veliki otok, tijekom ranog kolonijalnog razdoblja u 17. stoljeću zvao se Assada. Nakon toga nosio je različita imena, npr. Nosi Manitra (mirisni otok).

## Povijest
Prvi stanovnici Nosy Bea, prije dolaska plemena Sakalava koji su danas najbrojnija etnička skupina na otoku, bile su manje skupine iz plemena Antankarana i Zafinofotsi, njima su se kasnije pridružili naseljenici s Komora i Indijskog potkontinenta i Antandroi.
Malgaški kralj Radama I. uspio je 1837. godine nakon što je porazio vojsku kraljice Tsiomeko iz lokalnog Kraljevstva Boina zavladati cijelim sjeverom Madagaskara.
Poražena kraljica Tsiomeko sklonila se godine 1839. na Nosy Be i zatražila zaštitu od Francuza s obližnjeg Reuniona.Oni su poslali satnika Passota, koji se svojim ratnim brodom Colibri 1840. iskrcao na otokui proglasio ga francuskim protektoratom u dogovoru s kraljicom Tsiomeko. Passot je osnovao naselje Hell Ville, današnji grad Andoany u čast svog admirala de Hella. 
Na Nosy Be došli su živjeti brojni doseljenici s Reuniona, Mauricijusa i Francuske, privučeni mogućnošću trgovanja i osnivanjem plantaža, tako da je otok imao 1865. već 15 000 stanovnika. Otok je službeno postao dio Madagaskara tek 1896. kad su Francuzi zaposjeli cijeli Madagaskar. Nosy Be je dugi niz godina bio važno trgovačko mjesto s brojnom kolonijom indijskih i arapskih trgovaca. 

## Zemljopisna i klimatska obilježja
Otok Nosy Be udaljen je oko 8 km od obale Madagaskara u Mozambičkom kanalu. Pored otoka nalazi se nekoliko manjih a to su Nosy Komba, Nosy Mitsio, Nosy Sakatia, Nosy Tanikeli, Nosy Andilana, Nosy Ratsi i Nosy Tanga. Nosy Be dug je 30 km, a širok 19 km, ukupne površine od oko 310 km ².
Upravno središte otoka i najveće naselje tog malog otočja je grad Andoany.
Otok je vulkanskog podrijetla, s najvišim vrhom na Gori Passot od 329 m, što je ugasli krater iz holocena koji nije imao zabilježenu erupciju u pisanoj povijesti što je posljedica pradavne vulkanske aktivnosti. Na otoku postoji 11 vulkanskih jezera.
Otok je poznat po svojim endemima: najmanjoj žabi na svijetu (Stumpffia pygmaea) i najmanjem kameleonu (Brookesia minimum).
U okolini grada Andoanija nalazi se Nacionalni park Lokobe poznat po crnim lemurima (Eulemur macaco) i panterskom kameleonu (Furcifer pardalis). Lokobe je jedan od pet rezervata prirode Madagaskara (Rezerve Naturelles Intégrales).
Nosy Be ima vruću tropsku klimu, prosječna dnevna temperatura je oko 30°C. Najviše kiši ljeti u prosincu, siječnju i veljači. Proječna količina oborina je između 1 975 -3 000 mm.
Otok ima povoljnu klimu jer ga od snažnih orkanskih vjetrova u kolovozu s Indijskog oceana štiti masiv Tsaratanana.

## Gospodarstvo i promet
Otok posjeduje malu zračnu luku Fascene (IATA: NOS ICAO: FMNN)iz koje postoje linije za domaće zračne luke Antananarivo i Antsirananu i inozemne Dzaoudzi (Mayotte) i Saint-Denis na Reunionu. Iz najvećeg otočkog naselja Andoanija održava se stalna brodska linija za najbližu luku Ankifi na Madagaskaru.
Na otoku se većinom uzgajaju šećerna trska i ulja za kozmetičku industriju, vanilija, papar i gorke naranče. Postoje i brojne destilerije s rumom. Luka u Andoanyju na jugu otoka služi kao glavna luka za promet robom duž zapadne obale Madagaskara. Razvijeno je i ribarstvo, osobito na kozice.
Zbog dojmljivih pješčanih plaža i svoje iznimno povoljne klime Nosy Be zovu Tahitijem Indijskog oceana tako da je danas postao omiljeno turističko odredište Europljana, osobito Francuza i Talijana.

## Vanjske poveznice
|  | Zajednički poslužitelj ima još gradiva o temi Nosy Be |